# Livingston FC
Livingston FC is een Schotse voetbalclub uit Livingston in West Lothian. Ze  verhuisde in 1995 naar Livingston en nam de naam van die plaats over.
De club speelde eerst in Edinburgh als Ferranti Thistle FC van 1943 tot 1974, sindsdien als Meadowbank Thistle FC tot het team verhuisde naar Livingston in 1995 en zijn huidige naam aannam.
Na het eerste seizoen werd de club in 1996 kampioen van de Third Division (vierde klasse). Drie jaar later steeg de club naar de tweede klasse en na het seizoen 2000/01 promoveerde de club naar de Premier League. Het eerste seizoen in de hoogste afdeling was een succesverhaal. Met zeventien nieuwe spelers, die in de zomer waren gecontracteerd, eindigde de club onder leiding van trainer-coach Jim Leishman als derde en kwalificeerde zich zo voor de UEFA Cup. 
In 2006 degradeerde de club voor de eerste keer in zijn bestaan. Door financiële problemen degradeerde de club na het seizoen 2008/09 twee klassen ineens. Deze ontgoocheling werd gedeeltelijk tenietgedaan door in het eerste seizoen in de Third Division meteen promotie af te dwingen. In het seizoen 2010/11 werd Livingston kampioen in de Second Division, waardoor het promoveerde naar de First Division. In het seizoen 2015/16 degradeerde Livingston weer naar de League One, maar kwam daarna sterk terug met twee opeenvolgende promoties waardoor de club in 2018/19 weer op het hoogste niveau acteert.

## Erelijst
- Scottish Football League First Division

Winnaar (1): 2000/01
- Scottish Football League Second Division

Winnaar (2): 1998/99, 2010/11
- Scottish Football League Third Division

Winnaar (2): 1995/96, 2009/10
- Scottish League One

Winnaar (1): 2016/17
- Scottish League Cup

Winnaar (1): 2004
- Scottish League Challenge Cup

Runner-up (1): 2000

## Overzichtslijsten

### Eindklasseringen
| 6 |

| 5 |

| 18 |

| 14 |

| 11 |

| 13 |

| 14 |

| 12 |

| 13 |

| 12 |

| 2 |

| 11 |

| 13 |

| 3 |

| 1 |

| 2 |

| 10 |

| 7 |

| 11 |

| 10 |

| 11 |

| 4 |

| 9 |

| 1 |

| 3 |

| 3 |

| 1 |

| 4 |

| 1 |

| 3 |

| 9 |

| 9 |

| 10 |

| 12 |

| 6 |

| 7 |

| 7 |

| 1 |

| 1 |

| 5 |

| 4 |

| 6 |

| 8 |

| 9 |

| 1 |

| 2 |

| 9 |

| 5 |

| 6 |

| 7 |

| 8 |

| 12 |

| 2 |

| Niveau 1 | Niveau 2 | Niveau 3 | Niveau 4 |

| Periode    | Niveau 1                | Niveau 2              | Niveau 3            | Niveau 4            |
| 1893-1975  | Division One            | Division Two          | Division Three      | --                  |
| 1975-1998  | Premier Division        | First Division        | Second Division     | Third Division      |
| 1998-2013  | Scottish Premier League | First Division        | Second Division     | Third Division      |
| 2013-heden | Scottish Premiership    | Scottish Championship | Scottish League One | Scottish League Two |

### Seizoensresultaten vanaf 1999
| Seizoen | Competitie               | Niveau | Eindstand | Tsch  | Scottish Cup | Opmerking                                                     |
| ------- | ------------------------ | ------ | --------- | ----- | ------------ | ------------------------------------------------------------- |
| 1998/99 | Scottish Second Division | III    | 1         | ?     | 8e finale    |                                                               |
| 1999/00 | Scottish First Division  | II     | 4         | ?     | 8e finale    |                                                               |
| 2000/01 | Scottish First Division  | II     | 1         | ?     | halve finale |                                                               |
| 2001/02 | Scottish Premier League  | I      | 3         | 7.088 | 4e ronde     |                                                               |
| 2002/03 | Scottish Premier League  | I      | 9         | 7.041 | 3e ronde     |                                                               |
| 2003/04 | Scottish Premier League  | I      | 9         | 4.998 | halve finale | Winnaar League Cup > Hibernian FC: 2-0                        |
| 2004/05 | Scottish Premier League  | I      | 10        | 5.158 | kwartfinale  |                                                               |
| 2005/06 | Scottish Premier League  | I      | 12        | 4.938 | 3e ronde     |                                                               |
| 2006/07 | Scottish First Division  | II     | 6         | 1.909 | 4e ronde     |                                                               |
| 2007/08 | Scottish First Division  | II     | 7         | 1.880 | 8e finale    |                                                               |
| 2008/09 | Scottish First Division  | II     | 7         | 1.836 | 3e ronde     | Terugzetting i.v.m. financiële problemen.                     |
| 2009/10 | Scottish Third Division  | IV     | 1         | ?     | 4e ronde     |                                                               |
| 2010/11 | Scottish Second Division | III    | 1         | 1.304 | 3e ronde     |                                                               |
| 2011/12 | Scottish First Division  | II     | 5         | 1.774 | 4e ronde     |                                                               |
| 2012/13 | Scottish First Division  | II     | 4         | 1.308 | 4e ronde     |                                                               |
| 2013/14 | Scottish Premiership     | II     | 6         | 1.157 | 4e ronde     |                                                               |
| 2014/15 | Scottish Premiership     | II     | 8         | 2.364 | 3e ronde     |                                                               |
| 2015/16 | Scottish Premiership     | II     | 9         | 1.765 | 4e ronde     | halve finale play-outs > Stranraer FC: 2-5 (U) / 4-3 n.v. (T) |
| 2016/17 | Scottish League One      | III    | 1         | 782   | 4e ronde     |                                                               |
| 2017/18 | Scottish Championship    | II     | 2         | 1.348 | 4e ronde     | pd-wedstrijden > Partick Thistle FC: 2-1 (T) / 1-0 (U)        |
| 2018/19 | Scottish Premiership     | I      | 9         | 3.664 | 4e ronde     |                                                               |
| 2019/20 | Scottish Premiership     | I      | 5         | 3.184 | 8e finale    | competitie na 30 wedstrijden afgebroken i.v.m. coronapandemie |
| 2020/21 | Scottish Premiership     | I      | 6         | 0     | 8e finale    | Finalist League Cup > St. Johnstone FC: 0-1                   |
| 2021/22 | Scottish Premiership     | I      | 7         | 3.687 | 8e finale    |                                                               |
| 2022/23 | Scottish Premiership     | I      | 8         | 4.186 | 8e finale    |                                                               |
| 2023/24 | Scottish Premiership     | I      | 12        | 3.889 | kwartfinale  |                                                               |
| 2024/25 | Scottish Championship    | II     | 2         | 2.674 | kwartfinale  | pd-wedstrijden > Ross County FC: 1-1 (T) / 4-2 (U)            |
| 2025/26 | Scottish Premiership     | I      | .         |       |              |                                                               |

### Livingston FC in Europa
#R = #ronde, T/U = Thuis/Uit, W = Wedstrijd, PUC = punten UEFA coëfficiënten .
Uitslagen vanuit gezichtspunt Livingston FC
| Seizoen | Competitie | Ronde | Land                   | Club          | Totaalscore | 1e W    | 2e W    | PUC |
| ------- | ---------- | ----- | ---------------------- | ------------- | ----------- | ------- | ------- | --- |
| 2002/03 | UEFA Cup   | VR    | Vlag van Liechtenstein | FC Vaduz      | 1-1 u       | 1-1 (U) | 0-0 (T) | 3.0 |
|         |            | 1R    | Vlag van Oostenrijk    | SK Sturm Graz | 6-8         | 2-5 (U) | 4-3 (T) | 3.0 |

Zie ook
- Deelnemers UEFA-toernooien Schotland
- Ranglijst van alle clubs die in de diverse Europa Cups zijn uitgekomen

## Records
- Grootste overwinning: 6-1 tegen Aberdeen FC
- Grootste nederlaag: 7-0 tegen Hibernian FC (2006)

## Bekende (oud-)spelers
- Guillermo Amor
- Juanjo Camacho
- Graham Dorrans
- Wes Hoolahan
- Ferenc Horvath
- Pascal Nouma
- Harald Pinxten
- Gavin Price
- Marko Rajamäki
- Robert Snodgrass